# Ferdinando Dal Verme

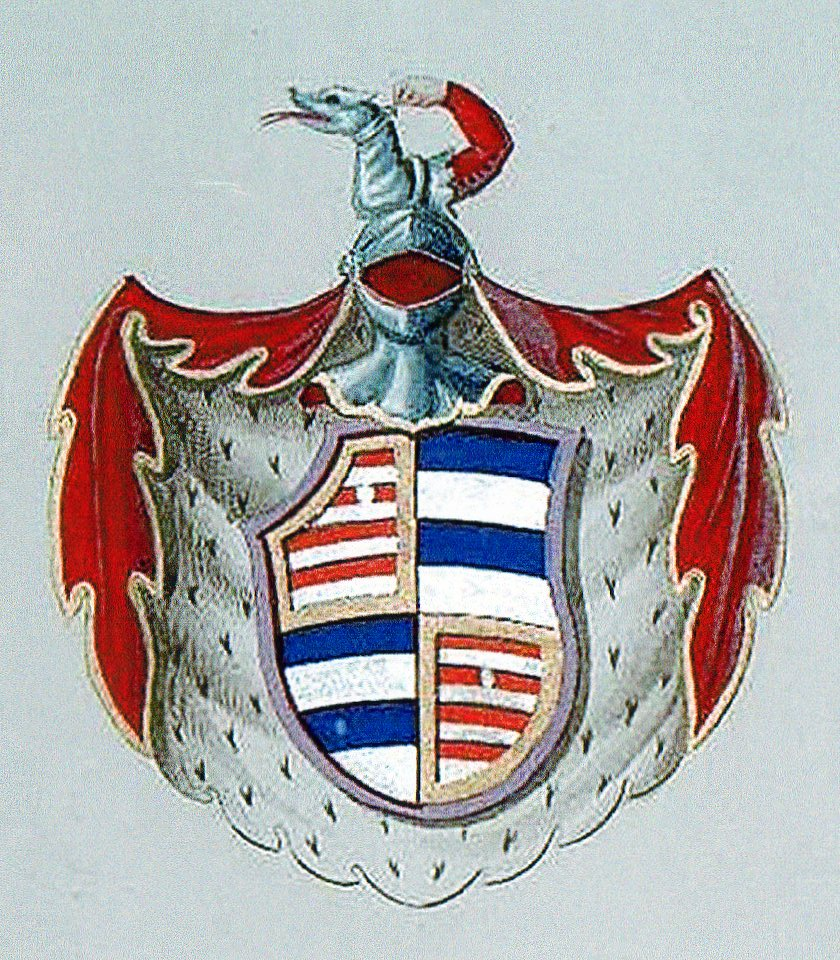
Stemma dei Dal Verme

Ferdinando Dal Verme (Milano, 23 novembre 1846 – Bagamoyo, 30 luglio 1873) è stato un esploratore e ingegnere italiano.

## Biografia
Ferdinando Dal Verme nacque a Milano il 23 novembre 1846 dal conte Luigi appartenente al ramo secondogenito dei Dal Verme di Torre degli Alberi e Vittoria Bolognini. Suo fratello Luchino fu generale.
Dal Verme si laureò ingegnere a Parigi, nel 1867 e si dedicò alle imprese minerarie in Sardegna, dove trovò lavoro presso una Società inglese Gonnera Mining Company per lo scavo delle miniere nel territorio di Iglesias. Nell'autunno del 1870, si trasferì nella regione di Orenburg, dove assunse la direzione tecnica dei lavori condotti dalla "Russia Coffer Company" .Si stabilì a Kargalinskij e durante la sua permanenza percorse per oltre due anni il bacino dell'fiume Ural.
Alla fine del 1872 abbandonò la Siberia e ritornò in Italia, con l'idea andare nella Nuova Guinea e di prendere parte agli studî della ferrovia da Oremburg alle Indie. In seguito al fallimento di questi progetti, alla fine di maggio 1873 partì per l'Africa allo scopo di correre alla ricerca di Livingstone, di tentare un'arditissima impresa di trovare delle miniere aurifere nel centro d'Africae di attraversare da un capo all'altro l'Africa. Sbarcato a Zanzibar, cominciò a preparare la spedizione e nell'attesa, per acclimarsi, si portò sul continente risalendo il fiume Kingani; ma, colpito dalle febbri, fu costretto a ritornare verso Zanzibar, e poco dopo morì. La sua salma fu trasportata in Italia per essere collocata nella tomba di famiglia a Zavattarello.
A Ferdinando Dal Verme li furono intitolate le cascate Dal Verme sul fiume Ganale Doria che si collega al fiume Giuba.